# Bulbophyllum ecornutoides
Bulbophyllum ecornutoides är en orkidéart som beskrevs av James Edward Cootes och Wally Suarez. Bulbophyllum ecornutoides ingår i släktet Bulbophyllum och familjen orkidéer.
Artens utbredningsområde är Filippinerna. Inga underarter finns listade i Catalogue of Life.